# Ian Parry
Ian Parry (n. 12 aprilie 1965 – d. 28 decembrie 1989) a fost un fotograf și jurnalist britanic care a lucrat ca independent și în misiune pentru ziare, inclusiv The Mail on Sunday, The Times și Sunday Times. A fost ucis la 24 de ani într-un accident de avion în România, în timpul Revoluției Române din 1989. În cinstea lui, a fost înființat un fond de burse pentru a încuraja și ajuta tinerii fotografi.
Deși până astăzi ancheta accidentului nu a fost închisă oficial, cea mai plauzibilă explicație este că avionul a fost doborât de o rachetă sol-aer.